# Colom canari cuafosc
El colom canari cuafosc  o colom canari de Bolle (Columba bollii) és una espècie d'ocell de la família dels colúmbids (Columbidae) endèmic de la laurisilva de Tenerife, La Palma, la Gomera i el Hierro, a les illes Canàries.

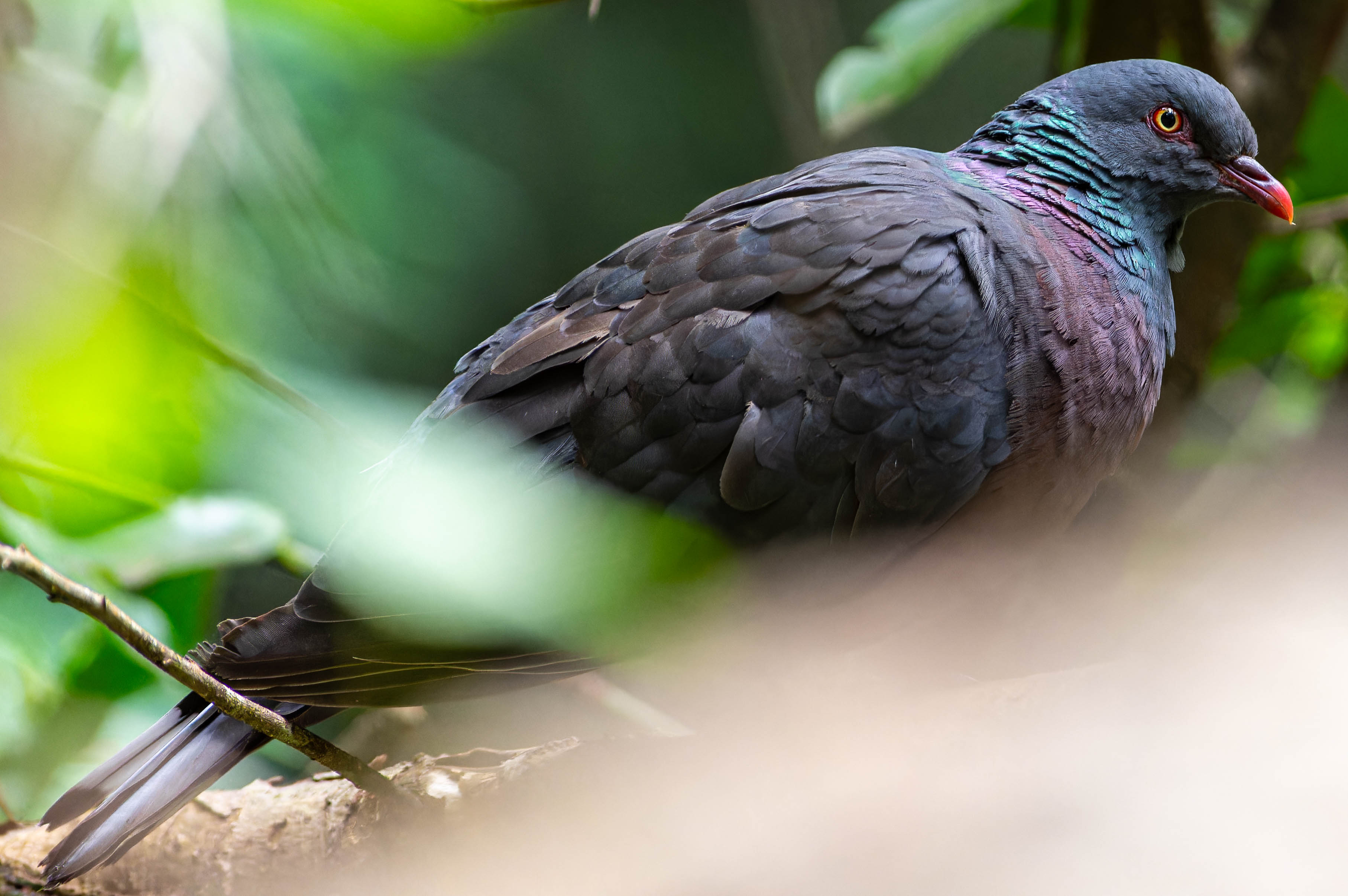